# Бериславешти (Валча)
Бериславешти (рум. Berislăveşti) насеље је у Румунији у округу Валча у општини Бериславешти. Oпштина се налази на надморској висини од 398 m.

## Становништво
Према подацима из 2002. године у насељу је живело 3083 становника, од којих су сви румунске националности.

### Хронологија
| Година       | 1992 | 1993 | 1994 | 1995 | 1996 | 1997 | 1998 | 1999 | 2000 | 2001 | 2002 | 2003 | 2004 | 2005 | 2006 | 2007 | 2008 | 2009 | 2010 | 2011 | 2012 | 2013 | 2014 | 2015 | 2016 | 2017 |
| ------------ | ---- | ---- | ---- | ---- | ---- | ---- | ---- | ---- | ---- | ---- | ---- | ---- | ---- | ---- | ---- | ---- | ---- | ---- | ---- | ---- | ---- | ---- | ---- | ---- | ---- | ---- |
| Становништво | 3314 | 3253 | 3233 | 3192 | 3175 | 3112 | 3102 | 3085 | 3086 | 3082 | 3018 | 3012 | 2988 | 2972 | 2948 | 2886 | 2870 | 2856 | 2833 | 2821 | 2801 | 2776 | 2775 | 2771 | 2775 | 2750 |